# Liste der Augustiner-Chorfrauenklöster
Diese (noch unvollständige) nach Ländern sortierte Liste enthält bestehende und ehemalige Chorfrauenstifte der Augustiner-Chorfrauen.
Eine Abgrenzung zu Augustiner-Eremitinnen ist aus den historischen Quellen oft schwierig.

## Belgien
- Jupille (1876)

## Deutschland
- Kloster Marienburg Abenberg, 1142–1806, seit 1920 Franziskanerinnen
- Agnetenberg/Dülmen (1471–1811), seit 1462 Schwestern v. g. Leben, Anna Katharina Emmerick!
- Ahlen Süsternhaus „Maria Rose“ (1466–1814)
- Alfter St.Anna (vor 1403–1802)
- Chorfrauenstift Abtei St. Thomas (Andernach) (1128–1802)
- Annenborn/Anröchte (1322–1408)
- Antonigartzem (1521–1704)
- Chorfrauenstift Aroldessen in Arolsen (1131–1492)
- Auerbach in der Oberpfalz, Aug.-Chorfrauen CBMV (1853–1953) (siehe auch: Schulschwestern von Unserer Lieben Frau (Böhmen))
- Kloster Badersleben „Marienbeck“, „Marienspring“ oder „St. Augustinus“ (1479–1810)
- Kloster Barsinghausen (vor 1193–1543)
- Berchtesgaden im Nonntal (vor 1150–um 1400), anschließend Umzug ins Kloster am Anger mit Klosterkirche „ULF am Anger“ (um 1400–um 1550)
- Chorfrauenstift Berich (1470–1566, vorher Benediktinerinnen)
- Blankenheim/Bebra, Kloster Blankenheim (1190–nach 1415)
- Blumenthal „Marienborn“ bei Beckum Kloster Blumenthal (1464–1814)
- Bocholt „Marienberg“ (1463–1803) von 1447 bis 1463 Beginen
- Bonn Congregation Notre Dame, Aug.-Chorfrauen CBMV (1664–1802)
- Bonn St. Isidor (1293–1587)
- Bonn-Bad Godesberg „Marienforst“ (vor 1228–1450), danach Birgitten bis 1802
- Kloster Engelthal (Bonn) (1323–1802, 1417 Windesheimer Kongregation)
- Brakel „Kloster auf der Brede“ (1483–1810)
- Chorfrauenstift St. Clemens in Brehna (15. August 1201–1541), Katharina von Bora bis 1508!
- Breisach Aug.-Chorfrauen CBMV (1731–1793) 1793 nach Freiburg
- Büderich (Wesel) Gertrudental (1470–1555, nach Vereinigung mit „Mariengeist“ bis 1802)
- Bützow Kloster Bethlehem (Bützow) (1468–vor 1533)
- Cochem „Martinsklause“ (1297–1463)
- Coesfeld Schwesternhaus Marienbrink (1479–1810)
- Coswig/Anhalt (1272–1521)
- St.-Jakob-Kloster (Creuzburg, 1172–1528)
- Kloster Dalheim (Lichtenau) (um 1190–1380)
- Derneburg/Schloss (1213–1443)
- Chorfrauenstift Diesdorf (1161–1551), bis ca. 1300 gleichzeitig Augustiner-Chorherrenkloster, ab 1551 weltliches Damenstift bis 1810
- Kloster Dießen (Doppelkloster, etwa 1150 bis 14. Jahrhundert, danach bis 1803 nur noch Augustiner-Chorherren)
- Chorfrauenstift Kloster Dorstadt (1189–1810)
- Eibingen St. Hildegard (Eibingen) (1148–1165)
- Chorfrauenstift Kloster Edelstetten (1126–um 1500), bis 1802 Damenstift
- Kloster Herz Jesu Eichstätt Aug.-Chorfrauen CBMV (1711–1809)
- Kloster Marienstein in Eichstätt (1460–1803)
- Elten (1463–1802)
- St. Marien Engerode/Salzgitter (vor 1236–1236)
- Eppenberg (1219–1438) nach 1438 Kartause
- Chorfrauenstift Neuwerk in Erfurt (1198–1819)
- Essen „Welschnonnenkloster“ Aug.-Chorfrauen CBMV (1652– bestehend)
- Essig/Swisttal „Maria Stern“, Marienstern (1482–1663) nach 1663 Prämonstratenserinnen
- Fischbach/Kaiserslautern (1471–1564)
- Frankenberg/Eder „Augustinerinnenhaus“ (1465–1527)
- Frankenthal/Pfalz (1125–1525), Erkenbert-Ruine
- Chorfrauenstift Sankt Maria in Frauenbreitungen (1150–1183)
- Fraulautern (1142–1793) 1142–1200 Doppelkloster
- Frauweiler (1476–1618) St. Luzia (Frauweiler) vor 1476 Franziskaner-Tertiarinnen, nach 1618 6 Jahre Birgitten
- Chorfrauenstift Fredelsloh St. Blasii und Marien (Fredelsloh) (nach 1277–1542)
- Fritzlar Augustinerinnenkloster Fritzlar (1254–1532)
- Chorfrauenstift Gartz an der Oder (vor 1280- ? )
- Augustinerinnenkloster Glindfeld (vor 1177–1499) von 1177 bis 1298 in Küstelfeld
- Chorfrauenstift Gräfrath, Solingen (1187 als  Benediktinerinnenkloster gegründet, ab Anfang 17. Jahrhundert bis 1803 Chorfrauenstift), heute Deutsches Klingenmuseum
- Grieth/Kalkar (1587–1640), nach 1640 Dominikaner aus Kalkar
- Grünberg „Hospitalkloster“ (1482–1535)
- Hagen Aug.-Chorfrauen CBMV Hildegardis-Schule Hagen (1925–2000)
- Handschuhsheim/Heidelberg St. Vitus (Handschuhsheim) (um 1470–1575)
- Heidelberg Aug.-Chorfrauen CBMV (1700–1802)
- Chorfrauenstift St. Peter und Paul (Heiningen) (1126–1569) und (1643–1810)
- Chorfrauenstift Marienberg bei Helmstedt Kloster Marienberg (Helmstedt) (1176–1569) und (1862–1984)
- Herford „Süsterhaus“ (1449–1579)
- Hertlingshausen, Carlsberg (Pfalz) (1160–1521)
- Hilwartshausen (1142–1585)
- Höchst/Odenwald Kloster Höchst (1177/1244–1503)
- Höhnscheid Schloss Höhnscheid (1208–1469)
- Hördt ( ? –1300)
- Hohenholte Kloster Hohenholte (1188–1557)
- Holle (1130–1209)danach nach Derneburg, Sühnekloster!
- Holzheim/Neuss Kloster Holzheim (vor 1432–1642)
- Immichenhain (1148/49–1527)
- Chorfrauenstift Inzigkofen, Franziskaner-Terziarinnen (1354–1394), Augustiner-Chorfrauen (1394–1802)
- Chorfrauenstift Kalbe (vor 983– ? )
- Kalkar St. Cäcilie (1465–1802)
- Katlenburg (Burg) Johanneskloster (um 1142–1534)
- Kleve/Griethausen St. Johannes  (1485–1802) vorher seit 1447 Franziskaner Tertiarinnen
- Kleve/Sionsberg Haus Sion (1451–1802) vorher seit 1428 Beginen/Frauenkonvent
- Klosterbeuren Kloster Klosterbeuren (1273–1500)
- Chorfrauenstift Klosterlausnitz Kloster Lausnitz (1132–1543)
- Koblenz Georgenkloster im Vogelsang (1567–1587) Umzug in Kloster St. Barbara
- Koblenz St. Barbara (1567–1802), Aug. Chorfrauen von Schönstatt St. Barbelen
- Köln St. Maximin (vor 1186–1802)
- Köln St. Apollonia Mommersloch (1476–1802) vorher 2 Beginenkonvente
- Köln St. Jakob Zum kleinen/unteren Lämmchen (1499–1802) vorher 3 Beginenkonvente seit 1452
- Köln St. Maria zum Weiher, Kloster Weiher „Weiherkloster im Cäcilienstift“ (1198–1474) danach nach St. Cäcilien
- Kloster Königshofen an der Heide (1422–1495) danach Übersiedlung nach Kloster Marienburg
- Kranenburg Katharinenhof Kranenburg (1472–1802)
- Augustiner-Chorfrauenstift St. Peter in Kreuznach (1140–1566/68)
- Augustinerinnenkloster Küstelberg Kloster Küstelberg (1177–1299)
- Langenhorst/Ochtrup St. Johannis (Langenhorst) (vor 1180–1576 und 1576–1808 ev.)
- Lemgo Süsterhaus Rompendal (1448–1576)
- Lippstadt Marienkloster (1185–1550 und 1550–1819 ev.)
- Lippstadt St. Annen-Rosengarten (1453–1814)
- Lonnig (1119–1143) nach Schönstatt „bellus locus“
- St.-Annen-Kloster Lübeck (1502–1532)
- Lügde (1481–1621)
- Mainz Welschnonnenkirche Aug.-Chorfrauen CBMV (1679–1802)
- Mainz St. Agnes (1583–1802)
- Kloster Malchow
- Mannheim Aug.-Chorfrauen CBMV (1722–1805)
- Kloster Marienborn (Marienborn) (1230/50–1794)
- Marienbrink/Borken (1476–1803)
- Marienbrink/Coesfeld (1479–1810) Schwesternhaus Marienbrink
- Kloster Marienwerder, Hannover (1216–1620, danach weltliches Damenstift)
- Marienburg (Mosel) (1142/6-1516)heute Jugendbildungsstätte des Bistums Trier
- Marienstein/Eichstätt Kloster Marienstein (1460–1806/32)
- Marienthal (Ahr) (1136–1802)
- Martental/Eifel (1140–1523) 1141–1212 DK
- Melverode (1236–14. Jh.)
- Memmingen Augustinerinnenkloster Memmingen (1252–1551)
- Mengeringhausen „Süsternhaus“ (1459–1557)
- Kloster Merten (um 1190-nach 1500) danach Ag.-Eremitinnen bis 1803
- Kloster Merxhausen (1212–1489) Aug.-Chorherren von 1498 bis 1527
- Mittelheim „Stift Winkel“ (vor 1129-um 1263)
- München (1730–1817) ab 1835 „Englische Fräulein“
- Chorfrauenstift Münchenlohra St. Gangolf (Münchenlohra)  (1477–1530/60)
- Münster Aug.-Chorfrauen CBMV (1642–1811), 1. Kloster der „Welschnonnen“ bzw. Lotharinger Chorfrauen in Deutschland, Lotharinger Chorfrauenkirche
- Münster Mariental-Niesing Kloster Niesing (1444–1810)
- Münster Rosental Schwesternhaus Rosental (1460–?)
- Nazareth Mariaweiler (Düren 1270–?)
- Nazareth Geldern (1418–1802)
- Nazareth/Störmede Kloster Störmede (1483–1804)
- Neuss Kloster Holzheim (1432–1650)
- Neuss Kloster Marienberg (1439–1802)
- Neustadt in Holstein St. Anna (1230–1461) danach Schwestern v. g. Leben 1461–1537
- Kloster Niederehe (1175–1225) danach Prämonstratenser
- Nikolausberg/Göttingen (vor 1162–1180) Verlegung nach Weende
- Nymphenburg Aug.-Chorfrauen CMBV (1730–1817)
- Obernkirchen (1167–1566) danach ev. Damenstift bis heute
- Oberstenfeld (1016–1535) danach weltl. Chorfrauen bis 1919
- Kloster Unserer Lieben Frau in Offenburg (seit 1823, bestehend)
- Ottersweier Congregation Notre Dame, Aug.-Chorfrauen CBMV (1783–1823)danach nach Offenburg verlegt
- Michaelskloster in Paderborn Aug.-Chorfrauen CBMV (seit 1658, bestehend)
- Peternach Jakobsbergerhof (1157–1497) (1157–1272 Doppelkl.)
- Kloster Pillenreuth bei Nürnberg (1345–1552)
- Kloster Quernheim, (1147–1532, dann Damenstift bis 1810)
- Rastatt Aug.-Chorfrauen CBMV (1767–1877)
- Regensburg Aug.-Chorfrauen CBMV (1597–1833) (siehe auch: Arme Schulschwestern von Unserer Lieben Frau)
- Recklinghausen (1508–1803)
- Rheinberg St. Barbaragarten (1462–1802) vorher Franz.-Tertiarinnen seit 1421
- Rheinbrohl ( ?-? )
- Chorfrauenstift Maria sedens = Untere Propstei, Riedern am Wald (vor 1247–1802/13)
- Chorfrauenstift Roßleben
- Rüthen Süsternhaus, Margarethenkloster (1480–1749)
- Chorfrauenstift Salzwedel Annenkloster (1384 bzw. 1485 – ? )
- Kloster Schiffenberg (1129–1323) Doppelkl. seit 1239 Chorfrauen
- Schillingscapellen (1450–1801) von 1197 bis 1450 Prämonstratenserinnen
- Schönstatt (Vallendar) „St. Barbelen“ (1143–1567)
- Siegburg St. Anna ( ?-1563)
- Soest Stift St. Walburgis (vor 1166–1582), freiweltliches Damenstift bis 1812
- Springiersbach Frauenkonvent (1102–1126) Kloster Springiersbach
- Kloster Herz Jesu Stadtamhof Aug.-Chorfrauen CBMV (1732–1807)
- Chorfrauenstift St. Katharinenkloster (1469–1539), 1456–1469 Benediktinerinnen Stendal
- Steterburg Stift Steterburg (1142–1569)
- Stotzheim Kloster St. Barbara (1483–1802)
- Stralsund St. Anna (1480/87-1560)
- Chorfrauenstift Kloster Stuben (1137–1788)
- Welschnonnenkloster Trier Aug.-Chorfrauen CBMV (1640–1875) Welschnonnenkirche (Trier)
- Trier St. Medard (1464–1585) 1585 mit St. Agneskloster vereinigt
- Trier St. Barbara (1225–1272) danach Dominikanerinnen
- Trier St. Irminen (1148–1495) vorher Benediktinerinnen, nachher Benediktinerinnen!
- Trier Agnetenkloster (1460–1802) 1816 Kaserne
- Uedem St. Agatha  (um 1450–1802)
- Ullenhausen/Extertal (1224–1557)
- Unna St. Barbara Süsterhaus  (1459–1588) und (1672–1809)
- Vehn/Sinzig (1484–1561) Umsiedlung nach Dernau
- Chorfrauenstift Volkhardinghausen (vor 1221–1461, danach Augustiner-Chorherren)
- Wannental/Balingen (1426–1547), vorher 1395–1403 Aug.-Eremiten, 1403–1426 Aug.-Tertiarinnen
- Weende/Göttingen (1180–1542) von Nikolausberg
- Kloster Weihenberg, Wertingen (1145–1448)
- Weißenburg (vor 1290–1331)
- Kloster Weißenstein bei Kassel (1184–1527)
- Kloster Wennigsen (vor 1224–1543)
- Wiedenbrück (1458–1543)
- (Ober-)Wiederstedt (1259-Ref.)
- Kloster Wirberg (1286–1527)
- Kloster Wülfinghausen (1236–1543)

## Frankreich
- Saint-Mihiel (1601)
- Nancy (1603)
- Pont-à-Mousson (1604)
- Saint-Nicolas-de-Port (1605)
- Metz (1623)
- Bar-le-Duc (1628)
- Nomeny (1628)
- Longwy (1628)

## Luxemburg
- Luxemburg (1627)

## Niederlande
- Kloster Tiel (vor 1494–1578)

## Österreich
- Stift Klosterneuburg (1133–1568 besetzt, 1722 entweiht – bis dahin Doppelkloster mit Augustiner-Chorfrauen)[1]
- Kloster Kirchberg am Wechsel
- Domfrauenkloster Salzburg[2] (12. Jh. (Konrad I.)[3]–1462)[4]
- Kloster Goldenstein in Elsbethen bei Salzburg (seit 1877)

## Polen
- Augustinerchorfrauen-Stift Pyritz in Pommern, 1246–1569

## Schweiz
- Chorfrauenstift Cazis (Graubünden)

## Slowakei
- Kloster Notre Dame in Bratislava (seit 1747)

## Spanien
- Kloster Santa Maria Magdalena (Palma) in Palma[5]

## Ungarn
- Kloster Miasszonyunk Női Kanonokrend in Pécs (1851–2006)